# Laurent Baumel

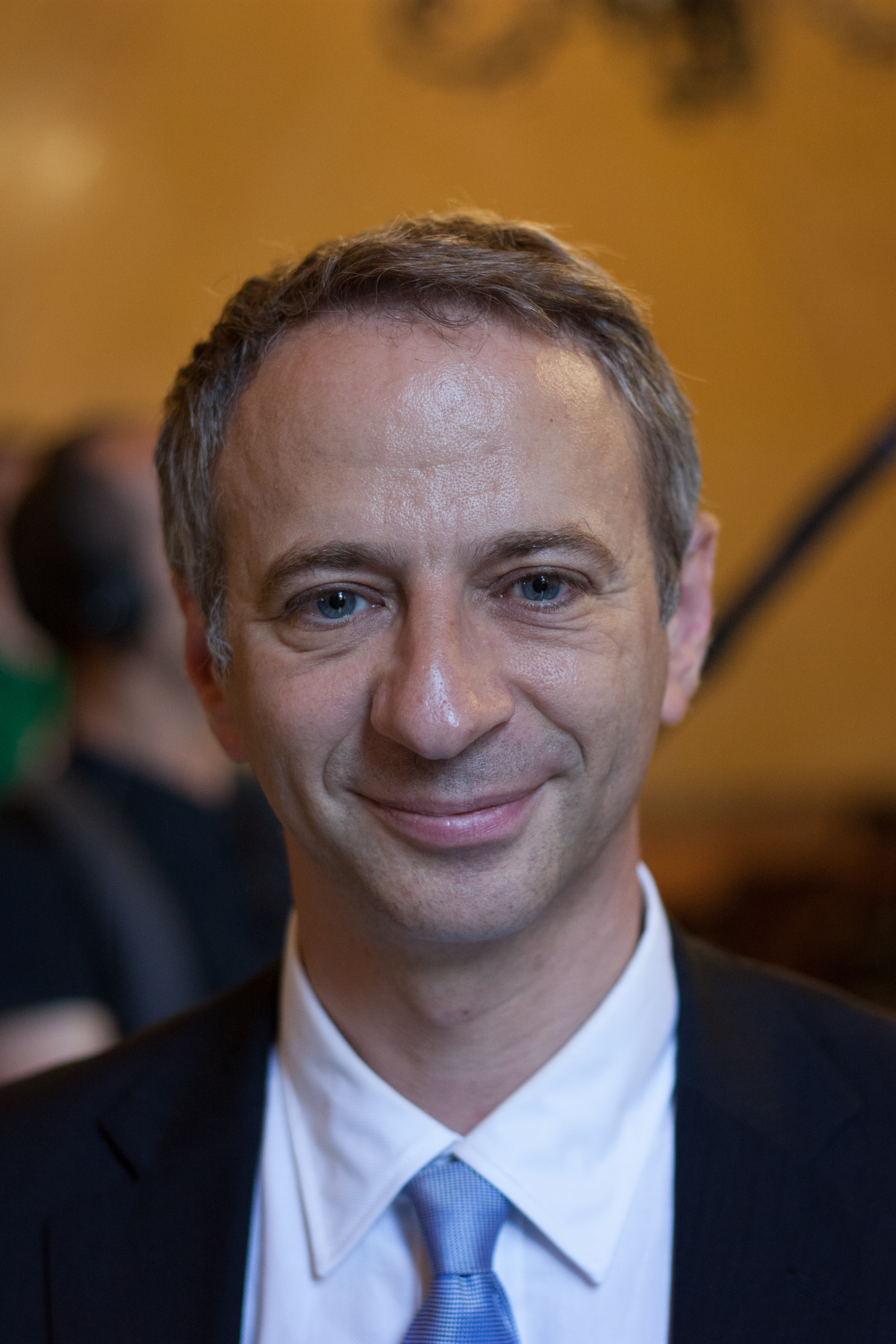
Baumel 2012

Laurent Baumel (* 13. August 1965 in Charleville-Mézières) ist ein französischer Politiker (PS). Er ist seit 2012 Abgeordneter der Nationalversammlung.
Baumel trat 1987 der Parti socialiste bei und war als Student in der Studentengewerkschaft UNEF-ID engagiert. 1993 trat er ins Mouvement des citoyens von Jean-Pierre Chevènement über, kehrte aber 1995 zur PS zurück. Ab 1997 war er als Mitarbeiter des Europaministers Pierre Moscovici tätig. Nach dessen Ausscheiden aus der Regierung 2002 arbeitete Baumel für Dominique Strauss-Kahn. Zwischen 2002 und 2011 veröffentlichte er mehrere Werke, in denen er Reformen innerhalb der PS forderte. 2008 gelang ihm die Wahl zum Bürgermeister von Ballan-Miré im Centre. Bei den Parlamentswahlen 2012 kandidierte er im vierten Wahlkreis des Départements Indre-et-Loire, wobei er den bisherigen Abgeordneten Hervé Novelli schlug und in die Nationalversammlung einzog.